# Vitbrämad vargspindel
Vitbrämad vargspindel (Pardosa palustris) är en spindelart som först beskrevs av Carl von Linné 1758.  Vitbrämad vargspindel ingår i släktet Pardosa och familjen vargspindlar. Arten är reproducerande i Sverige. Utöver nominatformen finns också underarten P. p. islandica.